# Albrecht Philip von Levetzau
Albrecht Philip von Levetzau (* 27. April 1744 in Torbenfeldt, Frydendal Sogn; † 14. September 1817 in Pinneberg) war ein deutsch-dänischer Verwaltungsjurist und Diplomat.

## Leben
Albrecht von Levetzau entstammte dem dänischen Zweig des ursprünglich mecklenburgischen Adelsgeschlechts Levetzow/Levetzau. Er war ein Sohn des Geheimrats Hans Frederik Levetzau(1711–1763) und dessen Frau Sophie, geb. von Eynden (1718–1795). Theodosius Levetzau war sein älterer Bruder.
Er besuchte die Sorø Akademi und studierte ab 1759 Rechtswissenschaften an der Universität Kopenhagen. Schon im selben Jahr wurde er Kammerjunker bei Königin Juliane Marie. 1763 wurde er Sekretär in der Dänischen Kanzlei und 1765 Auskultant beim Højesteret. 1766 kam er als Assessor zurück an die Dänische Kanzlei.
1767 wechselte er in den diplomatischen Dienst und ging als Attaché an die Gesandtschaft in Paris. 1769 kam er nach Dänemark zurück und wurde wieder Kammerjunker bei der nunmehrigen Königinwitwe Juliane Marie. Er erhielt einen Sitz im Højesteret und 1771/72 die Ernennung zum Kammerherrn. 1772 sollte er einer der Richter im Fall der Königin Caroline Mathilde werden, konnte sich aber aus Krankheitsgründen entschuldigen.
Noch im selben Jahr wurde er als Stiftsamtmann nach Bergen (Norwegen) versetzt, zwei Jahre später ging er in gleicher Stellung nach Akershus. Hier wurde er auch Zolldirektor. Seine Amtszeit war geprägt von zahlreichen Konflikten, und ein Unterschlagungsfall des Holzhändlers und Zollkassieres Jacob Juel führte 1784 zu einem Skandal und zu Levetzaus Abberufung.
Zuletzt war Levetzau von 1784 bis zu seinem Tod 1817 Landdrost der Herrschaft Pinneberg.
Levetzau war zwei Mal verheiratet, zunächst ab dem 6. Februar 1771 mit Juliane Marie Frederikke Louise, geb. Moltke (1751–1773), Tochter von Adam Gottlob von Moltke. In zweiter Ehe heiratete er am 5. Aug. 1775 Christiane Frederikke, geb. Komtesse Wedell-Wedellsborg (1737–1806). Dieser Ehe entstammte der Sohn Joachim Godsche von Levetzau.

## Auszeichnungen
- Dannebrogorden, Ritter (1774)
- Titel Geheimrat (1779)